# التقويميات
التقويميات أو علم التركيبات التقويمية (بالإنجليزية: Orthotics)‏ هو تخصصٌ طبي يُركز على تصميم وتطبيق التركيبات التقويمية (orthoses)، وهي عبارة عن أجهزةٍ تُوضع خارجيًا وتُستخدم لتعديل الخصائص الهيكلية والوظيفية للجهاز العصبي العضلي والهيكلي.

## التصنيف

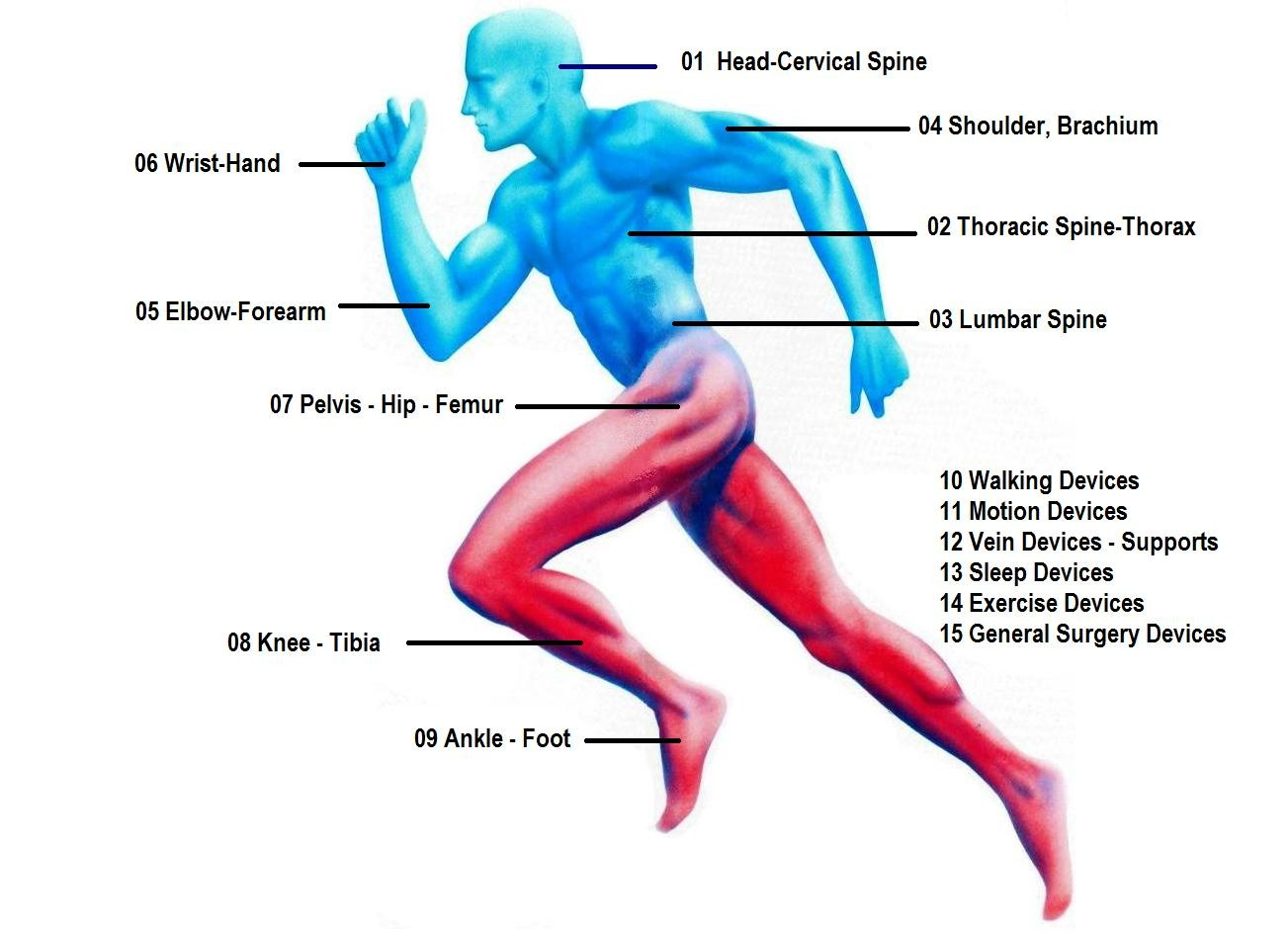
تدوين تقويم العظام، رسم للدكتور هاري جوفاس.

تصنف أجهزة التقويم إلى أربع فئات حسب مناطق الجسم وفقًا لنظام التصنيف الدولي (ICS) والتصنيفات هي: أجهزة تقويم الأطراف السفلية وأجهزة تقويم الأطراف العلوية وأجهزة تقويم الجذع والعمود الفقري وأجهزة تقويم عظام الرأس.
تنقسم أجهزة التقويم في كل منطقة إلى مجاميع وفقًا لوظيفتها مثل أجهزة تقويم الشلل وأجهزة تقويم العظام وأجهزة تقويم الدعامات اللينة.
صنف علم المصطلحات القياسية الدولية أجهزة التقويم بواسطة اختصارات تتضمن الأحرف الأولى من المفاصل التشريحية التي يقومها الجهاز، على سبيل المثال جهاز تقويم الركبة والكاحل والقدم يُختصر باللغة الإنجليزية (KAFO) يمتد إلى مفصل الركبة والكاحل والقدم، وجهاز تقويم العمود الفقري يختصر باللغة الإنجليزية (TLSO) ويستخدم لتقويم العمود الفقري في المنطقة الصدرية والقطنية والعجزية.
يحبذ دائمًا استخدام المواصفات القياسية الدولية في الاختصارات لتقليل الاختلافات والمغالطات التي تعتبر معوقات في الدراسات البحثية والوصفات الطبية عند تسمية وتقسيم أجهزة التقويم.
يمكن التحويل من أجهزة التقويم إلى الأطراف الصناعية بالجراحة الترقيعية، مثال على ذلك تعويض الاختلاف في طول الساق، وهو ما يعادل استبدال جزء مفقود من أحد الأطراف أو استبدال مقدمة القدم بعد بترها.
غالبًا ما يستخدم الطبيب المعالج مزيجًا بين الطرف الصناعي وجهاز التقويم، إذ يستخدم الطرف الصناعي لاستبدال مقدمة القدم وجهاز التقويم لاستبدال وظيفة العضلات المفقودة أي تقويم العظام.

## تصنيع التركيبات التقويمية
تصنع التركيبات التقويمية إما خصيصًا للمريض أو بطريقة مسبقة الصنع أو بطريقة شبه المصنعة، تعتبر التركيبات التقويمية المخصصة للمريض بشكل فردي أكثر أجهزة التقويم طلبًا لأنها تلائم جسم المريض وخصائصه الوظيفية.
تستخدم الطرق التقليدية لصنع التركيبات التقويمية بأخذ قياسات الأطراف على سبيل المثال وإيجاد جهاز تقويمي مناسب لها، أو بأخذ طبعة للجزء المراد تقويمه باستخدام بلاستر باريس وصنع قالب وهذه هي الطريقة الأمثل والمستخدمة في صناعة الأجهزة التقويمية إلى يومنا هذا، استخدم الأطباء مع تطور التكنولوجيا تقنية الكاد كام والطباعة ثلاثية الأبعاد لتصنيع الأجهزة التقويمية بدقة أعلى وجودة أفضل.
يستخدم الأطباء المنتجات شبه المصنعة لتقليل الوقت المستغرق في صناعة الأجهزة التقويمية في حالة الأمراض التي تحدث بشكل متكرر، إذ تُصنع مسبقًا مع إضافة بعض التغييرات التي تساعد في تكييفها مع شكل الجسم التشريحي.
تستخدم الأجهزة التقويمية مسبقة الصنع لفترة قصيرة الأجل وبشكل محدودة على عكس التركيبات المخصصة للمريض أو شبه المصنعة المستخدمة لفترة طويلة.
يجمع علم التركيبات التقويمية بين المعرفة التشريحية وعلم وظائف الأعضاء والميكانيكا الحيوية والهندسة.

## أجهزة تقويم الأطراف السفلية
تندرج الأجهزة التي تعالج القدم أو مفصل الكاحل أو أسفل الساق أو مفصل الركبة أو مفصل الفخذ أو مفصل الورك تحت مسمى أجهزة تقويم الأطراف السفلية.

### أجهزة تقويم الشلل
تستخدم أجهزة تقويم الشلل في حالة الشلل مع فشل وظيفي كامل للعضلات أو في حالات الشلل الجزئي (غير الكامل) لتصحيح الضمور الوظيفي الذي فقد أثناء الشلل، يمكن تعويض جميع الحركات الوظيفية المفقودة بعد الشلل في الساق باستخدام الجهاز التقويمي.
يجب صنع أجهزة تقويم الشلل خصيصًا للمريض لتلامس ساقه من جميع النواحي وتتناسب معها لتحقيق الملائمة المثالية، كما يجب صنعها بوزن خفيف لتقليل الجهد المبذول من المريض عند استخدامها، لذلك لا غنى عن استخدام المواد خفيفة الوزن وعالية المرونة مثل الألومنيوم والتيتانيوم.
يوفر جهاز تقويم الشلل المصنوع خصيصًا للمريض إمكانية دمج مفاصل الجهاز مع مفاصل المريض لتتطابق الحركات الديناميكية أثناء المشي.
الأجهزة التقويمية المخصصة للشلل الناجم عن أمراض أو إصابات الجهاز العصبي النخاعي المحيطي
بعد إصابة الحبل الشوكي أو بعد تشقق العمود الفقري أو بعد شلل الأطفال أو بعد مرض شاركو ماري توث.

#### تعريف وظائف أجهزة التقويم من خلال مستويات القوة للمجموعات العضلية
تحدد مستويات القوة للعضلات الست الرئيسية للساق المصابة في حالة الشلل الناجم عن أمراض أو إصابات في الجهاز العصبي النخاعي المحيطي لتحديد الوظائف الضرورية التي يحتاجها المريض.
1. عضلات الثني الخلفي التي تحرك القدم بواسطة الإنثناءات الظهرانية للعضلات المركزية في الكاحل.
2. عضلات الثني الأخمصي التي تساهم في وقوف الشخص منتصبًا عن طريق رفع عضلات مقدمة القدم وبالتالي زيادة المساحة السطحية للوقوف.
3. العضلات الباسطة للركبة التي تمدد الركبة وتبسطها.
4. عضلات ثني الركبة.
5. عضلات ثني الورك.
6. العضلات الباسطة للورك التي تساهم في تمدد الورك بالإضافة إلى تمدد الركبة.[13]

## أجهزة تقويم الأطراف العلوية
تعتبر أجهزة تقويم الأطراف العلوية أجهزة ميكانيكية أو كهروميكانيكية تتموضع خارجيًا على الذراع لاستعادة أو تحسين الوظيفة أو الخصائص الهيكلية للذراع، تساعد أجهزة التقويم في تخفيف المشكلات الناتجة عن الرضح والضرر الفيزيائي بسبب المؤثرات الخارجية أو لعلاج حالة مرضية مثل التهاب المفاصل أو لتحسين وظيفة العضلات بعد التعرض للسكتة الدماغية أو إصابات الحبل الشوكي.

### أنواع أجهزة تقويم الأطراف العلوية
- أجهزة تقويم الأطراف العلوية.
  - أجهزة تقويم الترقوة والكتف.
  - أجهزة تقويم الذراع.
  - الأجهزة الوظيفية لتقويم الذراع.
  - أجهزة تقويم الكوع.
- أجهزة تقويم الساعد والمعصم.
- أجهزة تقويم الساعد والرسغ والإبهام.
- أجهزة تقويم الساعد والرسغ.
- أجهزة تقويم اليد.
- الأجهزة التقويمية ذات الوظائف المتخصصة.

## أجهزة تقويم العمود الفقري
يستخدم المصابون بانحراف العمود الفقري جانبيًا نوعين من أجهزة تقويم العمود الفقري، بالإضافة إلى المصابون بكسور العمود الفقري.
انحراف العمود الفقري جانبيًا (بالإنجليزية: scoliosis) هو حالة مرضية تصيب العمود الفقري وتسبب ميلانه بالإضافة إلى استدارة الفقرات إلى جانب آخر ويمكن علاج هذه الحالة المرضية بأجهزة التقويم. يعد انحراف العمود الفقري شائعًا لدى المراهقات بعد طفرة النمو والبلوغ ما يسبب لهن القلق والاحراج حيال مظهرهم الخارجي، ويمكن العلاج باستخدام أجهزة تقويم بوسطن الداعمة على سبيل المثال.
يمكن استخدام جهاز تقويم جيويت الداعم على سبيل المثال لتسهيل التئام كسر أمامي يشمل الفقرات القطنية والفقرات الصدرية، وتستخدم دعامة الهالو لتقويم عنق الرحم والسماح بأقل حركة في تلك المنطقة وطُوّر لأول مرة في مركز التأهيل الوطني رانشو لوس اميجوس في عام 1955ةبواسطة فيرنون نيكل.

## أخصائي تقويم العظام
أخصائي تقويم العظام (بالإنجليزية: Orthotist) هو طبيب متخصص في تقويم العظام وفي مجال الرعاية الصحية يعمل على تصنيع وتوفير أجهزة التقويم.
لا يُسمح للمعالجين الفيزيائيين بممارسة هذه المهنة ووصف أجهزة التقويم للمرضى بحسب القانون الدولي في الولايات المتحدة.